# Archive of Our Own
Archive of Our Own (AO3) es un repositorio en línea que contiene fanfics y otros contenidos aportados por los usuarios mediante código abierto y sin fines de lucro. El sitio fue creado en 2008 por la Organization for Transformative Works y fue lanzado oficialmente en 2009. En 2023, se estableció que Archive of Our Own alberga más de once millones de obras de más de 59.260 fandoms diferentes. El sitio ha recibido una recepción positiva por su curaduría, organización y diseño, en su mayoría realizado por lectores y escritores de fanfiction.
Archive of Our Own ganó el Premio Hugo por Mejor Obra Relacionado en 2019.

## Historia
En 2007, se creó un sitio web llamado FanLib con el objetivo de monetizar fanfiction. Los fanfics eran escritos en su mayoría por mujeres, mientras que FanLib era dirigido únicamente por hombres, un hecho que atrajo críticas y que finalmente llevó a la creación de la organización sin fines de lucro, Organization for Transformative Works (OTW), que buscaba registrar y archivar las culturas y obras de los fanáticos. OTW creó Archive of Our Own, abreviado AO3, en octubre de 2008 y lo estableció como una versión beta abierta el 14 de noviembre de 2009. El nombre del sitio se derivó de una publicación del blog de la escritora Naomi Novik quien, en respuesta a la falta de interés de FanLib en fomentar una comunidad de fanáticos, pidió la creación de "Un archivo propio" (An Archive of One's Own).
En 2013, los gastos anuales del sitio fueron de aproximadamente $70,000 dólares. Los autores de fics realizaron una subasta a través de Tumblr ese mismo año para recaudar dinero para Archive of Our Own, recaudando $16,729 con comisiones por obras originales de los postores.
Archive of Our Own se ejecuta en un software de código abierto programado casi exclusivamente por voluntarios de Ruby on Rails. Los desarrolladores del sitio permiten a los usuarios enviar solicitudes para registrarse.